# Sky Muster 2
Sky Muster 2, также известный как NBN-Co 1B — геостационарный телекоммуникационный спутник, принадлежащий австралийскому интернет-провайдеру National Broadband Network (NBN). Предназначен для предоставления телекоммуникационных услуг для отдалённых регионов Австралии и близлежащих островов.
Второй из пары спутников Sky Muster, которые призваны обеспечить доступ к широкополосному интернету в тех областях страны, где отсутствуют альтернативные варианты подключения. Первый спутник, NBN-Co 1A, был запущен 1 октября 2015 года и введён в эксплуатацию в середине 2016 года.
Спутник построен на базе космической платформы SSL-1300 компанией Space Systems/Loral. Энергообеспечение осуществляется с помощью двух крыльев солнечных батарей. Двигательная установка состоит из основного (апогейного) двигателя R-4D с тягой 490 Н используемого для достижения точки стояния, а также набор двигателей малой тяги для орбитальных корректировок. Размеры спутника в сложенном состоянии (при запуске) — 8,5 × 3,0 × 3,45 м. Стартовая масса спутника составляет 6405 кг. Ожидаемый срок службы спутника — 15 лет.
На спутник установлено оборудование Ku-диапазона пропускной способностью до 80 Гигабит в секунду (эквивалент 202 стандартных транспондеров). Подвижные антенны позволяют создавать более 100 узконаправленных лучей для обеспечения сигнала в конкретной местности.
Спутник будет располагаться на орбитальной позиции между 130 и 150° восточной долготы.
Запуск спутника Sky Muster 2 (в паре со спутником GSAT-18) состоялся в рамках миссии VA231 в 20:30 UTC 5 октября 2016 года ракетой-носителем Ариан-5 ECA со стартового комплекса ELA-3 космодрома Куру во Французской Гвиане.